# San Juan Jabloteh Football Club
Il San Juan Jabloteh è una società calcistica trinidadiana.

## Storia

### La formazione e l'identità
Nel maggio 1974 il San Juan Jabloteh Sports Club fu fondato in una piccola comunità bisognosa - Concord Village, San Juan - con l'obiettivo principale di elevare il contesto socio-economico e morale e la condizione dei giovani della zona di San Juan e dintorni. Per raggiungere questo obiettivo il Club ha organizzato le sue attività attorno ad un alto livello di calcio senior e tre gruppi di età a livello giovanile.
Attraverso il nome lo stesso Club si identifica con uno dei volatili nazionali del paese - l'Oil o Devil-Bird quale vive nelle Caverne di ARIPO. Originariamente, i coloni francesi chiamarono l'uccello Les Diables Oiseaux, che fu tradotto dai coloni locali in Diablotin e finalmente Jabloteh.
Dalla sua nascita il Club utilizzò i colori del nero, rosso e verde, riflettenti lo spirito del paese. Il nero rappresenta la dedizione della squadra congiunta da uno stretto legame, è il colore della forza, di unità, di scopo e della ricchezza della terra. Il rosso rappresenta la vitalità della terra e della squadra, è il calore e l'energia del sole, il coraggio e la simpatia del team. Il verde rappresenta la produttività della squadra.

#### Giovanili
Il club si è sempre concentrato sul calcio giovanili, da gruppi di età inferiore a dodici anni fino ai venti. In primo luogo la banca cittadina Bank Limited (FCBL) ha assistito il club nel finanziamento delle squadre giovanili. Il programma è anche servito a fortificare le operazioni di calcio nei college e nelle scuole secondarie che competono nella Lega del Football delle Scuole Secondarie. Ci sono generalmente circa trenta o più giocatori, che rappresentano le scuole e i college.

## Palmarès

### Competizioni nazionali
- Campionato di Trinidad e Tobago: 4

2002, 2003/04, 2007, 2008
- Coppa di Trinidad e Tobago: 3

1998, 2005, 2010/11
- Coppa di Lega di Trinidad e Tobago: 2

2000, 2003
- Trinidad e Tobago Classic: 1

2008
- Trinidad e Tobago Pro Bowl: 2

2005, 2006

### Competizioni internazionali
- CFU Club Championship: 1

2003

### Altri piazzamenti
- Campionato trinidadiano:

Secondo posto: 2005, 2009
Terzo posto: 2000, 2004, 2006
- Coppa di Lega di Trinidad e Tobago:

Finalista: 2005
- CFU Club Championship:

Finalista: 2006-2007, 2017
Semifinalista: 2004
Terzo posto: 2009, 2010
Quarto posto: 2007

## Rosa 2008-2009
| N. |                              | Ruolo | Calciatore        |
| -- | ---------------------------- | ----- | ----------------- |
|    | Trinidad e Tobago (bandiera) | P     | Cleon John        |
|    | Trinidad e Tobago (bandiera) | P     | Duarance Williams |
|    | Tobago (bandiera)            | D     | Cyd Gray          |
|    | Trinidad e Tobago (bandiera) | D     | Karlon Murray     |
|    | Tobago (bandiera)            | D     | Dwayne Jack       |
|    | Trinidad e Tobago (bandiera) | D     | Devon Jamerson    |
|    | Trinidad e Tobago (bandiera) | D     | Ian Gray          |
|    | Trinidad e Tobago (bandiera) | D     | Joel Russell      |
|    | Trinidad e Tobago (bandiera) | D     | Ken Francis       |
|    | Trinidad e Tobago (bandiera) | D     | Kashif Thomas     |
|    | Trinidad e Tobago (bandiera) | D     | Nigel Daniel      |
|    | Trinidad e Tobago (bandiera) | D     | Noel Williams     |
|    | Trinidad e Tobago (bandiera) | D     | Robert Primus     |
|    | Trinidad e Tobago (bandiera) | D     | Sheldon Bateau    |
|    | Trinidad e Tobago (bandiera) | C     | Ataullah Guerra   |
|    | Trinidad e Tobago (bandiera) | C     | Anton Hutchinson  |

| N. |                                      | Ruolo | Calciatore      |  |
| -- | ------------------------------------ | ----- | --------------- |  |
|    | Trinidad e Tobago (bandiera)         | C     | Elton John      |  |
|    | Trinidad e Tobago (bandiera)         | C     | Elijah Manners  |  |
|    | Trinidad e Tobago (bandiera)         | C     | Julien Landeau  |  |
|    | Trinidad e Tobago (bandiera)         | C     | Jason Cudjoe    |  |
|    | Trinidad e Tobago (bandiera)         | C     | Jason Marcano   |  |
|    | Trinidad e Tobago (bandiera)         | C     | Kierron Navarro |  |
|    | Trinidad e Tobago (bandiera)         | C     | Lester Peltier  |  |
|    | Trinidad e Tobago (bandiera)         | C     | Marvin Oliver   |  |
|    | Trinidad e Tobago (bandiera)         | C     | Micah Lewis     |  |
|    | Trinidad e Tobago (bandiera)         | C     | Trent Noel      |  |
|    | Trinidad e Tobago (bandiera)         | C     | Wendell Joseph  |  |
|    | Trinidad e Tobago (bandiera)         | A     | Daniel Joseph   |  |
|    | Saint Lucia (bandiera)               | A     | Earl Jean       |  |
|    | Trinidad e Tobago (bandiera)         | A     | Michael Alexis  |  |
|    | Saint Vincent e Grenadine (bandiera) | A     | Shandell Samuel |  |